# Technik administracji
Technik administracji – kwalifikacja zawodowa przyznawana w technikach i szkołach policealnych. Jest to wykształcenie średnie, które obejmuje wiedzę z zakresu prawa administracyjnego, postępowania administracyjnego, prowadzenia dokumentacji biurowej oraz zasad organizacji pracy biurowej i obsługi klienta w jednostkach administracji publicznej i firmach prywatnych.
Technik administracji przygotowuje pisma urzędowe, prowadzi rejestry spraw, ewidencje i akta, obsługuje interesantów oraz stosuje przepisy prawa w codziennej pracy biurowej. Zawód ten wymaga znajomości zasad funkcjonowania administracji publicznej, podstaw prawa cywilnego i pracy, a także umiejętności organizacyjnych i komunikacyjnych. Technik administracji może być zatrudniony w urzędach administracji rządowej i samorządowej, sądach, przedsiębiorstwach prywatnych, kancelariach prawnych oraz organizacjach pozarządowych.
Egzaminy państwowe związane z tym kierunkiem kształcenia to:
- EKA.01 – Obsługa klienta w jednostkach administracji[3].

Jest to kwalifikacja pełna na 5. poziomie Polskiej Ramy Kwalifikacji.